# Monte Penna di Sumbra
Il Monte Penna di Sumbra (1765 m s.l.m.) è situato in Provincia di Lucca, all'interno del Parco Regionale delle Alpi Apuane. Si tratta di una isolata montagna di marmo, che si distacca lateralmente verso Est, al Passo Sella, insieme al Monte Fiocca, rispetto alla dorsale principale della catena. 
Sotto l'aspetto morfologico, la Penna di Sumbra somiglia ad una cupola erbosa, sorretta da pareti di roccia,  che si trova, con il Monte Fiocca,  al centro di un semicerchio che dalla Pania Secca alla Pania della Croce continua con i monti Corchia, Altissimo, Sella, Alto di Sella, Tambura e Roccandagia. La sua strapiombante parete Sud è alta oltre 500 metri e sovrasta il Fosso dell'Anguillaia, un ambiente severo e spoglio che contrasta con il versante boscoso che digrada leggermente verso Nord. Verso Est il crinale prosegue dolcemente verso il valico di Maestà del Trebbio e verso la Valle del Serchio.  È una delle 12 montagne apuane che oltrepassano i 1700 metri di quota. Dalla vetta si ammira un vasto panorama sulle più alte cime delle Alpi Apuane, sulla vicina costa versiliese e sul Mar Ligure: verso Est, in lontananza, si scorge l'alto crinale dell'Appennino Tosco-Emiliano.
Alla Penna di Sumbra si accede generalmente dal paese di Arni, all'altitudine di 916 metri, che si può raggiungere: da Castelnuovo di Garfagnana, passando per Isola Santa e Tre Fiumi; oppure da Massa, percorrendo la strada panoramica che tocca San Carlo, Pariana, Antona, Pian della Fioba e da ultimo la galleria sotto il Monte Pelato; infine, da Seravezza, percorrendo la strada per Querceta, Ruosina e passando dalla storica Galleria del Cipollaio, sotto il Monte Altissimo. 
Le salite alla Penna di Sumbra comportano il superamento di alcune difficoltà di tipo alpinistico. 
La grande parete SW è impervia, di roccia non buona in alcuni settori, difficile da raggiungere dal fondovalle e comporta sempre il superamento di difficoltà estreme. Prima di una riesplorazione alpinistica in un'ottica sportiva solo 2 itinerari hanno sfidato la muraglia, preso il grande contrafforte che caratterizza il settore destro del muro: il primo dei due è la Via dei Pisani, aperto da E. Biagi e A. Nerli nel 1960, con percorso complesso e oppone difficoltà di V sostenuto e passi di VI e A1. Il secondo itinerario raddrizza sostanzialmente il primo vincendo il punto più repulsivo della parete ed è la Via dei Carrarini, aperta da S. Bonelli e F. Codega nel 1962 con difficoltà sostenute di VI, A1.
Nel 1953 Nerli e compagni aprirono un itinerario presso un pilastro secondario della parete.
Oggi la muraglia meridionale del Sumbra ha visto nascere poche altre vie moderne estreme ed un itinerario di arrampicata artificiale estrema.
Una via della Penna di Sumbra divenuta classica è invece lo Spigolo W aperto dai fratelli Ceragioli e D. Rachetti nel 1935, breve ma con sostenute difficoltà di V, ancora oggi sovente ripetuto. Il raggiungimento della cima è stato anche agevolato dalla costruzione di una via ferrata. 
Sul rilievo montuoso erano presenti alcune cave duramente criticate dal movimento No Cav. 